# Дасари Нараяна Рао
Дасари Нараяна Рао (телугу దాసరి నారాయణరావు; 4 мая 1947, Палаколлу, — 30 мая 2017, Хайдарабад) — индийский актёр, режиссёр, продюсер, автор песен, журналист и политик. Как кинематографист был занят преимущественно в фильмах на телугу, но также снял несколько фильмов на хинди, каннада и тамильском языках. Был включён в Limca Book of Records как режиссёр, снявший наибольшее количество кинолент. Его заслуги были отмечены двумя Национальными кинопремиями, четырьмя Filmfare Awards South и десятью Nandi Awards. С 1984 года выпускал ежедневную газету Udayam на телугу, которая занимала второе место по популярности в штате Андхра-Прадеш. В 2004—2008 годах занимал должность министра угольной промышленности штата Андхра-Прадеш.

## Биография
Нараяна Рао родился 4 мая 1942 или 1947 года в Палаколлу (ныне штат Андхра-Прадеш). Начал выступать на сцене ещё в детстве. Окончил школу в родной деревне, после чего некоторое время работал машинистом в Хайдарабаде. Получил степень в области коммерции в Университете Андхры, а затем устроился в Hindustan Aeronautics. В 1968 году перебрался в Мадрас и присоединился к киноиндустрии в качестве ассистента режиссёров Бхаванараяны и Падмараджана. В конце 1960-х работал на сценариста Палагумми Падмараджу; затем стал успешным сценаристом-фрилансером.
Рао дебютировал как режиссёр в 1972 году с фильмом Thatha Manavadu, который рассказывал историю взаимоотношений деда и внука. Первая же кинолента принесла ему премию «Нанди» за лучший фильм.
Ранние режиссёрские работы Нараяны Рао были реалистичными и не шаблонными. Его комедии, в которых он часто играл главную роль, представляли собой политическую сатиру, например, Peddillu Chinnillu 1979 года. В 1980-х годах он выпускал в среднем по восемь фильмов в год, в основном на телугу и хинди, при том последние были ремейками его хитов на телугу. В 1981 году он снял свою автобиографию Addala Meda, сыграв самого себя. Большинство его фильмов на более позднем этапе являются коммерческими, сделанными с расчётом на массового зрителя. Многие из них были среднебюджетными наспех выпущенными поделками с участием Кришнама Раджу и Мохана Бабу.
Режиссёр также работал с такими популярными актёрами как Раджеш Кханна в фильмах Asha Jyoti и Aaj Ka MLA (1984), НТР — Bali Peetam (1975), Katakatala Rudrayya, Shivaranjani (1978), Gorintaku, Rangoon Rowdy (1979), Sardar Paparayudu (1980), Premabhishekam и Bobbili Puli (1982).
Фильм Meghasandesam (1983) стал одной из лучших его работ и был показан на Каннском и Московском кинофестивалях.
В 1988 году Нараяна Рао поддержал конгресс Г. Кришны в фильме Praja Pratinidhi, явно критикуя политическое правление НТР.
В начале 1990-х годов он снимал фильмы о проблемах, затрагивающих женщин, многие из которых имели успех: Amma Rajinama (1991), Osey Ramulamma (1997), Kante Koothurne Kanu, Adavi Chukka и Sammakka Sarakka (2000).
В 1984 году Рао начал выпускать ежедневную газету на телугу под названием Udayam, тираж которой уже через месяц после запуска достиг 224 тыс. экземпляров, обеспечив ей второе место по популярности среди ежедневных газет в Андхра-Прадеш.
С 23 мая 2004 года по 6 апреля 2008 года Нараяна Рао занимал должность государственного министра угольной промышленности.
В 2017 году Нараяна Рао обратился в частную клинику KIMS Хайдарабаде 29 января, с жалобами на проблемы с дыханием. Он провел в больнице два месяца и был выписан 28 марта. 26 мая он вновь попал в больницу, где ему сделали восстановительную операцию на пищеводе, после которой у него развилась почечная недостаточность. А в 19:00 30 мая 2017 года у Рао случился внезапный сердечный приступ.
У него остались два сына и дочь, его жена Падма умерла от инфаркта в 2011 году.

## Награды
Национальная кинопремия
- 1982 — Лучший фильм на телугу — Meghasandesam[15]
- 1998 — Специальное упоминание — Kante Kuthurne Kanu[16]

Filmfare Awards South
- 1979 — Лучшая режиссура — Gorintaku[17]
- 1981 — Лучшая режиссура — Premabhishekam[17]
- 1982 — Лучший фильм — Meghasandesam[17]
- 2001 — Премия за пожизненные достижения[18]

Nandi Awards
- 1972 — Лучший фильм — Tata Manavadu[9][19]
- 1973 — Лучший фильм — Samsaram Sagaram[19]
- 1975 — Лучший фильм — Swargam Narakam[19]
- 1981 — Специальный приз жюри — Premabhishekam
- 1982 — Лучший фильм — Meghasandesam[19]
- 1991 — Лучшая мужская роль — Mamagaru[20]
- 1994 — Лучший фильм — Bangaru Kutumbam[19]
- 1994 — Лучший автор сценария — Nanna Garu[19]
- 1998 — Лучший фильм — Kante Kuthurne Kanu[19]
- 2009 — Лучшая мужская роль — Mestri[20]